# Águeda e Borralha
Águeda e Borralha est une paroisse civile portugaise (en portugais : freguesia) de la municipalité d'Águeda dans le district d'Aveiro. Elle est créée en 2013, par fusion des paroisses d'Águeda et Borralha.

## Géographie
Águeda e Borralha est traversée par la rivière Águeda, affluent de la Vouga qui faisait office de frontière entre les anciennes paroisses d'Águeda et Borralha.

## Histoire
La paroisse est créée par la loi no 11-A/2013 du 28 janvier 2013 portant réorganisation administrative du territoire des freguesias, en fusionnant les paroisses d'Águeda et Borralha. Son nom officiel est União das Freguesias de Águeda e Borralha et son siège est fixé à Águeda.

## Démographie
Lors du recensement de 2021, Águeda e Borralha compte 13 705 habitants. C'est ainsi la paroisse la plus peuplée de la municipalité d'Águeda, qui totalise 46 119 habitants.